# Jean-Baptiste Goynaut

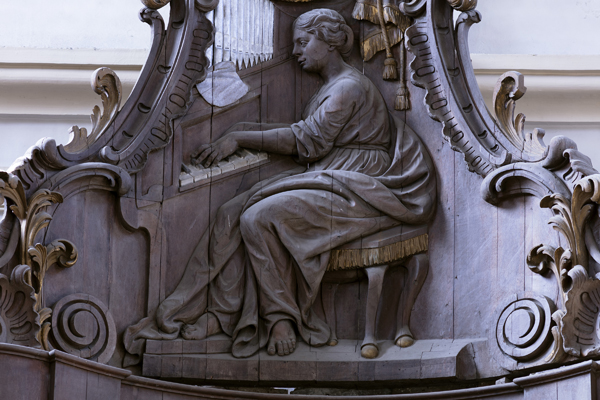
Orgel in de Sint-Gorgoniuskerk, Hoegaarden

Jean-Baptiste Bernabe Goynaut (Condé-sur-l'Escaut, 1725 - 20 mei 1780) was een Frans orgelbouwer.  

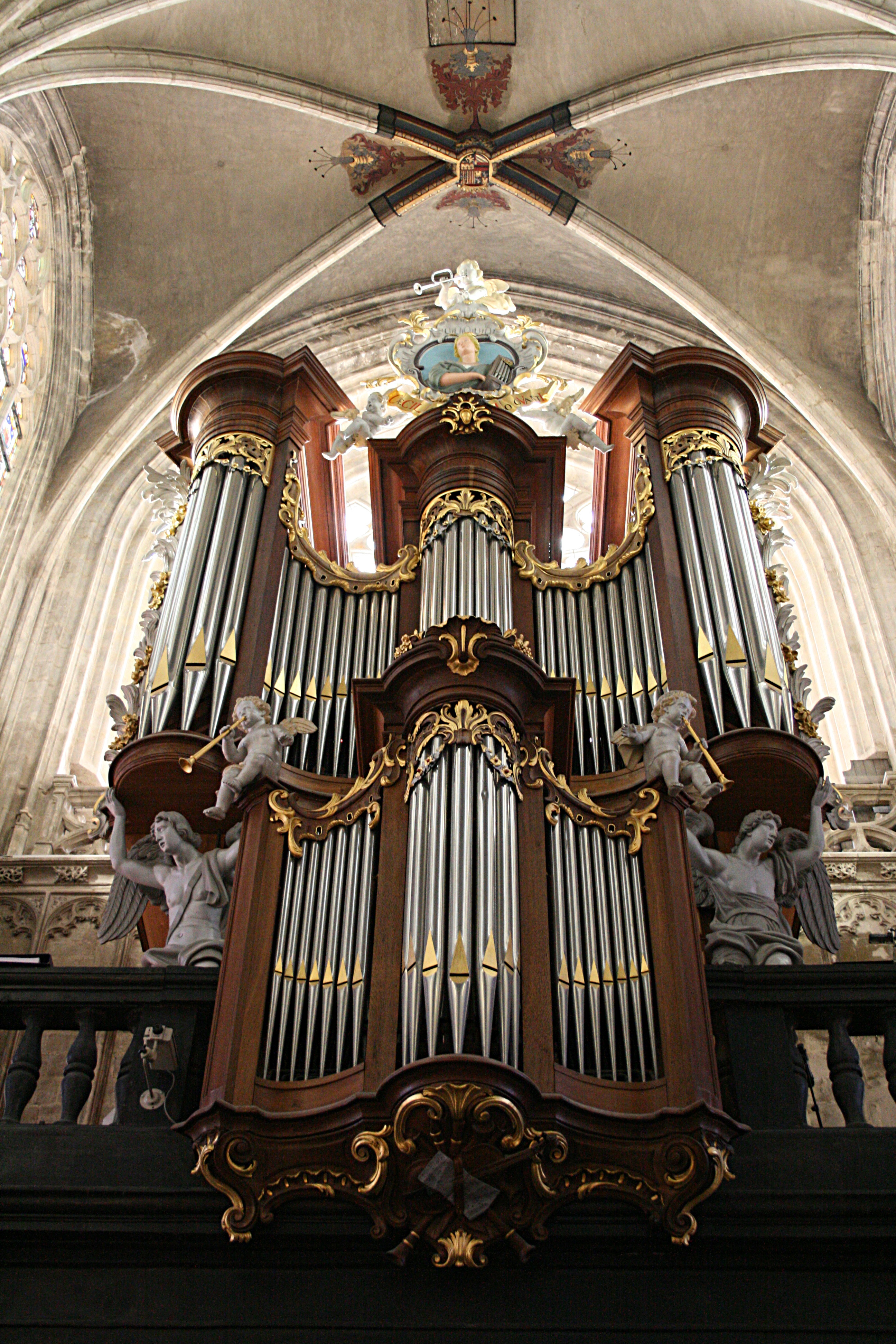
Zavelkerk, Brussel

Hij was de zoon van de Parijse orgelbouwer Claude Goynaut en een leerling van Jean-Baptiste Forceville.  Hij nam het atelier over van de Forcevilles bij de dood van Johannes Thomas Forceville in 1750. Twee jaar later huwde hij Elisabeth-Françoise Ilias, de weduwe van Forceville, en van toen af rees zijn ster. Hij vestigde zich te Brussel in de Karthuizerstraat. In 1762 verwierven hij en zijn vrouw een groot herenhuis met annexen gelegen 'op de Visschers Zenne'. Kort nadien stierf zijn vrouw. Goynaut hertrouwde in 1766.
Hij overleed op 20 mei 1780. Zijn kinderen namen de zaak niet over, maar zijn weduwe nam de zaak waar tot ca. 1800.
Na Pieter Van Peteghem was Goynaut de belangrijkste orgelbouwer uit de school van Forceville en de vertegenwoordiger van het rococo-orgel in Brussel. Andere grote Zuid-Nederlandse orgelmakers uit de rococoperiode waren zijn Brusselse collega's en tijdgenoten Egidius Le Blas en Joannes Smets. Reeds zeer vroeg bouwde Goynaut classicistische orgelkasten, onder meer te Onze-Lieve-Vrouw-Lombeek (1753). 

## Bekende orgels

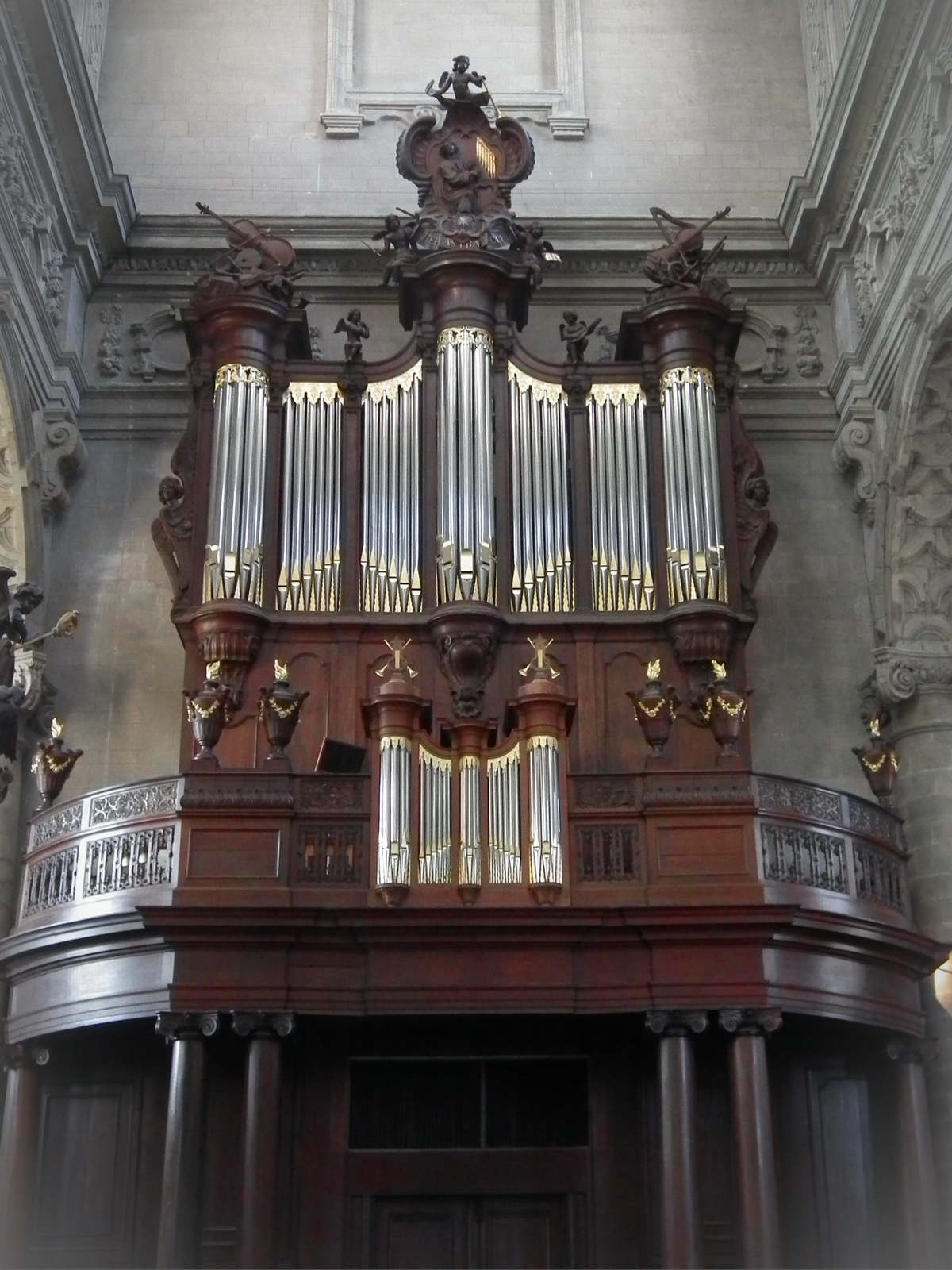
Norbertijner kerk, Grimbergen

- 1751, Grimbergen, Sint-Servaasbasiliek. Hij werkte het orgel af dat Johannes Thomas Forceville door zijn vroegtijdig overlijden niet had kunnen volooien. Hij maakte van de gelegenheid gebruik om het instrument van een grotere dispositie te voorzien, die de Nederlandse organograaf Knock in zijn dispositieboek opnam.
- 1753, Brussel, Kapel van 'Salazar' (Broederschap van het Zeer Kostbaar Bloed)
- 1753, Onze-Lieve-Vrouw-Lombeek (Roosdaal), tweemanualig orgel. Het orgel heeft een sobere opbouw waarin classicistische constructie-elementen verwerkt zijn. Typisch voor de 18e eeuw is het aanbrengen van een uurwerk in de bekroning.
- 1754, Hoegaarden, St-Gorgonius, nieuw orgel met 2 manualen
- Vilvoorde, O.-L.-Vrouw van de Goede Hoopkerk
- 1763, Brussel, Onze-Lieve-Vrouw-ter-Zavelkerk
- 1769, Vilvoorde, O-L-Vrouwkerk
- 1769, Tienen, Begijnhofkerk, nieuw orgel
- 1769, Brussel, Begijnhof
- 1770, Wieze (thans te Ressegem in de Sint-Mauritiuskerk), eenmanualig instrument.  De ornamentiek is nog rococo, behalve de bekronende Louis XVI vuurpotten
- 1771, Olmen
- 1773, Abdij van Heylissem, Norbertijnenabdij, nieuw orgel met 2 manualen